# Срібляник банку "Ажіо"

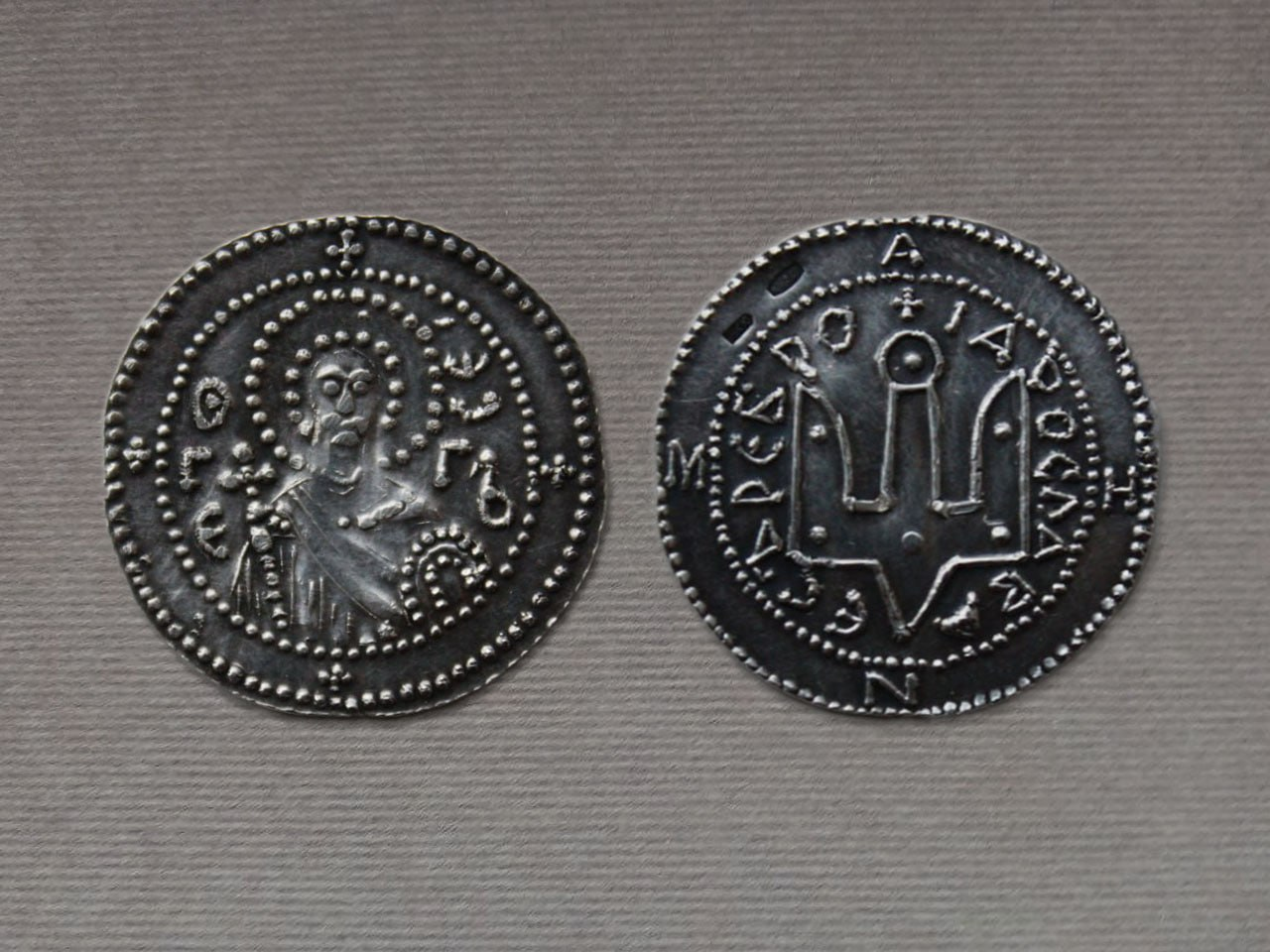
Срібляник банку "Ажіо"

Срібляник банку "Ажіо" - копія срібляника Ярослава Мудрого, виготовлена із срібла 925 проби Музеєм Якубовських у 1996 році на замовлення акціонерного банку "Ажіо"  накладом 1200 примірників. На одній із сторін викарбуваний лик Георгія Змієборця, на іншій - тризуб, середній зуб якого увінчаний колом . 
Сувеніри були подаровані послам Франції, Великої Британії, Німеччини, Швеції та Польщі на презентації книги академіка Петра Толочко "Володимир Святий. Ярослав Мудрий", що відбулася в Софійському соборі. 